# Merlin Rose
Merlin Rose (* 22. Januar 1993 in Berlin) ist ein deutscher Schauspieler.

## Leben
Merlin Rose wurde 1993 in Berlin als Sohn eines Schlossers und einer Sozialarbeiterin geboren. 2009 stand er erstmals vor der Kamera, in Bundeskanzler Honecker, einem Kurzfilm der HFF Potsdam/Filmuniversität Babelsberg. Es folgten einige kleinere Rollen, in denen er schauspielerische Erfahrungen sammelte. Seine erste Fernsehrolle hatte er in einer Folge der KiKA-Serie Krimi.de, in der er die Episodenhauptrolle des jungen Paul Wiegand, den Sohn der Apothekerin Marianne Wiegand (dargestellt von Julia Richter), spielte. Anschließend war er in der ZDF-Komödie Scheidung für Fortgeschrittene (2010) zu sehen, in der er als Timo Wiedemann den Filmsohn von Mariele Millowitsch und Walter Sittler verkörperte.
Ab 2011 folgten weitere, auch größere Fernsehrollen. 2011 spielte er in dem Fernsehdrama Vater Mutter Mörder (Premiere: November 2011 beim Filmfest München) den 16-jährigen Schüler Lukas Wesnik, der zum mehrfachen Mörder wird, und allem Anschein nach zu diesen Taten angestiftet wurde. 2011 stand er für 13 Folgen der TV-Serie Die Stein als Schüler Nils Metzer vor der Kamera.
Es folgten weitere Nebenrollen, unter anderem in der ZDF-Fernsehreihe Frühling als verantwortungsvoller 16-jähriger Bauernsohn Timmy Böhm in dem Fernsehfilm Frühlingskinder (Erstausstrahlung: Februar 2013), eine Gastrolle bei Alarm für Cobra 11 (2013) und eine wiederkehrende Serienrolle in der RTL-Serie Der Lehrer als Jonas Burmeister; er war der uneheliche homosexuelle Sohn der Titelfigur Stefan Vollmer (Hendrik Duryn), der die Schule verlässt, aber mit seinem Vater außerschulisch im Kontakt bleibt.
2013 war Rose als Imbissverkäufer in Feuchtgebiete das erste Mal im Kino zu sehen. 2014 bekam er in Marco Petrys Teenagerkomödie Doktorspiele seine erste Kinohauptrolle. Er spielte den schüchternen Andi und wurde damit auch einem breiteren Publikum bekannt. In Andreas Dresens Kinofilm Als wir träumten (2015) nach Clemens Meyers gleichnamigen Roman spielte er eine der Hauptrollen, das „wilde Crashkid“ Dani.
Rose hatte außerdem Rollen in mehreren Krimireihen. Im Taunuskrimi verkörperte er im Film Mordsfreunde (Erstausstrahlung: Oktober 2014) in einer Nebenrolle den Gymnasiasten Jonas Bock. In der Fernsehreihe Zorn (Vom Lieben und Sterben; Erstausstrahlung: April 2015) spielte er den jungen Max Brandt, der dem Kommissar Zorn das Leben rettet und sich dann als Täter herausstellt. Im Fernsehfilm Marie Brand und die Schatten der Vergangenheit (Erstausstrahlung: Januar 2016) war er der labile und gereizte Adoptivsohn Fabian. Von Februar bis April 2016 spielte er in der 1. Staffel der ZDF-Krimiserie Die Spezialisten – Im Namen der Opfer in zehn Folgen eine der Hauptrollen im Ermittler-Team, den jungen Kriminalkommissar Jannik Meissner.
In der österreichisch-deutschen Filmproduktion Aus der Haut, die im Juni 2015 ihre Premiere auf dem Filmfest München hatte und im März 2016 im Ersten erstausgestrahlt wurde, spielte Rose die männliche Hauptrolle. Er verkörperte den 17-jährigen Milan Schultze, der feststellt, dass er schwul ist, und an dieser Erkenntnis fast zerbricht. Rose wurde für seine Rolle 2016 mit dem Günter-Strack-Fernsehpreis ausgezeichnet.
Im 3. Teil der Krimireihe Der Usedom-Krimi mit dem Titel Engelmacher (Erstausstrahlung: November 2016) spielte Rose den jungen Gärtner Christoph Dierwald, einen radikalen Abtreibungsgegner, der auf Usedom gegen den polnisch-deutschen „Abtreibungstourismus“ kämpft, und sich große Sorgen um seine verschwundene polnische Freundin macht. Im 25. Fall der ZDF-Krimireihe Kommissarin Lucas (Erstausstrahlung: Mai 2017) verkörperte Rose die Figur des jungen Johannes Conrad, einen Anhänger der örtlichen Regensburger Neonazi-Szene.
Im Dresdner Tatort: Level X (Erstausstrahlung: Juni 2017) spielte er das Mordopfer, den 17-jährigen Simson, der sein Geld damit verdient, indem er anderen Leuten Streiche („Pranks“) spielt, sich dabei filmt und live im Internet überträgt. Im Oktober 2017 war er im ZDF-Zweiteiler Tod im Internat zu sehen; er spielte Till Rückert, den Freund der Tochter des designierten LKA-Präsidenten Herbert Wichert. In der ZDF-Krimireihe Unter anderen Umständen hatte er in der Episode Liebesrausch (Erstausstrahlung: Dezember 2017) eine Nebenrolle als Jonas Rogge; er spielte den Sohn eines manisch-depressiven Vaters. Im Dezember 2017 war Rose außerdem in der ZDF-Krimireihe Ein starkes Team in der Episode Familienbande in einer Hauptrolle an der Seite von Michelle Barthel zu sehen; er spielte Tobias Stens, den männlichen Part eines Entführerpärchens.
In dem Märchenfilm Der süße Brei (2018) verkörperte er den jungen, hoch verschuldeten Junker Veit von Hammerlitz, der vom Getriebenen zum Suchenden wird. In der 2. Staffel der TV-Serie Das Boot (2020) spielte er den Untersturmbannführer Freund. Im SWR war er im November 2020 mit Svenja Jung in dem Heimatfilm A Gschicht über d’Lieb über eine „verbotene Dorfromanze in den Fünfzigern“ als Gregor Bacher zu sehen. In der männlichen Hauptrolle des straffälligen Gruppenanführers Ron stand er neben Verena Altenberger in der achtteiligen Drama-Serie Wild Republic (2021) vor der Kamera.
Im Februar 2022 war Rose auf dem Sendeplatz „FilmMittwoch im Ersten“ in der ARD-Tragikomödie Eisland als studierender Sohn eines Tiefkühl-Lieferanten an der Seite von Axel Prahl und Roland Kaiser zu sehen. In der Ende 2023 in der ARD Mediathek veröffentlichten Serie Haus aus Glas übernahm er an der Seite von Stefanie Reinsperger, Morgane Ferru und Sarah Mahita als seine Filmschwestern eine der Hauptrollen als Felix Schwarz. Rose lebt in Berlin-Wedding.

## Filmografie (Auswahl)

### Kino
- 2013: Feuchtgebiete
- 2014: Doktorspiele
- 2015: Als wir träumten
- 2016: Frantz
- 2018: Hot Dog
- 2018: Der Junge mit dem Teddy (Kurzfilm)
- 2019: A Gschicht über d’Lieb
- 2020: Wir können nicht anders
- 2022: Nicht die 80er (Kurzfilm)
- 2023: Wann wird es endlich wieder so, wie es nie war

### Fernsehen
- 2009: Krimi.de – Level 3 (Folge 6.03)
- 2010: Scheidung für Fortgeschrittene
- 2011: Vermisst
- 2011: Die Stein (Folgen 14–26)
- 2012: Vater Mutter Mörder
- 2012: Notruf Hafenkante – Unzertrennlich (Folge 6.23)
- 2012: Letzte Spur Berlin – Reifeprüfung (Folge 1.02)
- 2013: Frühlingskinder
- 2013: Alarm für Cobra 11 – Die Autobahnpolizei – Alleingang (Folge 17.10)
- 2013: Der Tote im Eis
- 2013: Die Pfefferkörner – Im Seniorenheim (Folge 10.04)
- 2014, 2015, 2017, 2019, 2020: Der Lehrer (Folgen 2.07, 3.09, 5.07, 7.04, 7.10, 8.01–8.03)
- 2014: 14 – Tagebücher des Ersten Weltkriegs – Der Abgrund (Teil 1)
- 2014: Mordsfreunde – Ein Taunuskrimi
- 2015: Schuld nach Ferdinand von Schirach – Die Illuminaten (Folge 1.04)
- 2015: Zorn – Vom Lieben und Sterben (Folge 2)
- 2015: Kommissar Marthaler – Ein allzu schönes Mädchen
- 2015: Im Namen meines Sohnes
- 2016: Marie Brand und die Schatten der Vergangenheit
- 2016: Aus der Haut
- 2016: Die Spezialisten – Im Namen der Opfer (Folgen 1–10)
- 2016: Engelmacher – Der Usedom-Krimi
- 2017: SOKO Köln – Verbrannt (Folge 13.16)
- 2017: Der Kriminalist – Hochrisiko (Folge 12.03)
- 2017: Kommissarin Lucas – Familiengeheimnis (Folge 1.25)
- 2017: Tatort – Level X (Folge 1024)
- 2017: Tod im Internat
- 2017: Unter anderen Umständen – Liebesrausch
- 2017: Ein starkes Team – Familienbande
- 2018: Für meine Tochter
- 2018: Der süße Brei
- 2019: Zeit der Geheimnisse (Netflix-Serie)
- 2020: Dark (Netflixserie, Folge 3.08)
- 2020: Das Boot (Fernsehserie, 7 Folgen)
- 2020: Totgeschwiegen
- 2021: Wild Republic (MagentaTV-Serie, 8 Folgen)
- 2021: Eisland
- 2022: Die Kaiserin (Netflixserie)
- 2023: Haus aus Glas (Fernsehserie)
- 2024: Die Neue und der Bulle – Ein Duisburg-Krimi (Fernsehserie)
- 2025: Alarm für Cobra 11 – Die Autobahnpolizei – Hoffnung (Folge 28.02)

## Auszeichnungen
- 2016: Günter-Strack-Fernsehpreis für seine Rolle als Milan in Aus der Haut